# Свјетлича
Свјетлича је насељено мјесто у граду Добој, Република Српска, БиХ. Према прелиминарним подацима пописа становништва 2013. године, у Свјетличи је живјело 615 становника.

## Становништво
| Демографија | Демографија | Демографија |
| Година      | Становника  | Становника  |
| ----------- | ----------- | ----------- |
| 1961.       | 411         |             |
| 1971.       | 589         |             |
| 1981.       | 794         |             |
| 1991.       | 906         |             |
| 2013.       | 615         |             |